# Micropsectra spinigera
Micropsectra spinigera är en tvåvingeart som beskrevs av Reiss 1995. Micropsectra spinigera ingår i släktet Micropsectra och familjen fjädermyggor.
Artens utbredningsområde är Maine. Inga underarter finns listade i Catalogue of Life.